# آلن دورنی
آلن دورنی (انگلیسی: Alan Dorney؛ زادهٔ ۱۸ مهٔ ۱۹۴۷) بازیکن فوتبال اهل بریتانیا است.
از باشگاه‌هایی که در آن بازی کرده‌است می‌توان به باشگاه فوتبال دارتفورد و باشگاه فوتبال میلوال اشاره کرد.